# Jon Montgomery
Jon Montgomery, född den 6 maj 1979 i Russell, Manitoba, är en kanadensisk skeletonåkare som har tävlat sedan 2006.
Montgomery vann sin första världscupseger i Cesana, Italien 2008, och han tog två silvermedaljer vid FIBT-världsmästerskapen 2008 i tyska Altenberg.
Hans främsta merit är en guldmedalj i herrarnas skeletontävling vid OS i Vancouver 2010.